# Planken
Planken – gmina (Politische Gemeinde) w Liechtensteinie, w regionie Oberland. Gmina posiada cztery eksklawy w innych gminach oraz dwie enklawy w swojej. Planken jest najmniejszą gminą Liechtensteinu – zamieszkuje ją zaledwie 480 osób (30 czerwca 2022).

## Geografia
Planken znajduje się na zachodnim stoku szczytu Drei Schwestern. Główna część gminy znajduje się na wysokości 786 m n.p.m.  Graniczy z Gamprin, Vaduz oraz z Eschen na północy, z austriacką gminą Frastanz na wschodzie i z Schaan na południu oraz zachodzie. W skład gminy wchodzą następujące eksklawy: Plankner Garselii – hala w dolinie Saminy, Plankner Neugrütt – skalisty las na północ od wioski, oddzielony od niej pasmem 20 m ziemi i otoczony eksklawą Schaan. Pozostałe dwie eksklawy znajdują się w dolinie Renu: Wes – mała łąka w dolinie Renu, otoczone terytorium Schaan oraz Riet-Äscher – bagno w dolinie Renu, otoczone terytorium Schaan. Dwie zalesione enklawy gminy to Rüttistein należące do gminy Vaduz oraz Brunnenegg należące do gminy Schaan.

## Historia
Na obecnych ziemiach Planken w trzynastym wieku osiedlił się niemiecki lud Walserów. Pierwsza wzmianka na temat Planken pochodzi z roku 1361. Gmina była dwukrotnie w swojej historii plądrowana – po raz pierwszy w 1499 przez Szwajcarów oraz w 1799 przez Francuzów.
W roku 1868 wieś została połączona drogowo z resztą państwa. W 1869 roku nastąpił wielki pożar, po którym mieszkańcy masowo emigrowali z Planken. W roku 1901 liczba mieszkańców wynosiła zaledwie 56 osób. Sytuacja poprawiła się dopiero po reformach rolniczych w drugiej połowie XX wieku.

## Osoby

### urodzone w Planken
- Andreas Wenzel – narciarz alpejski, dwukrotny medalista olimpijski, czterokrotny medalista mistrzostw świata oraz zdobywca Pucharu Świata.

### związane z gminą
- Hanni Wenzel – narciarka alpejska, zdobywczyni, m.in. dwóch złotych medali olimpijskich, czterech tytułów mistrza świata, mieszka tutaj
- Tina Weirather – narciarka alpejska, brązowa medalistka olimpijska z 2018 roku, wicemistrzyni świata, wielokrotna medalistka mistrzostw świata juniorów, córka Hanni Wenzel, mieszka tutaj